# Kralj Ugarske
Kralj Ugarske (mađ. magyar király) bio je državni poglavar Kraljevine Ugarske od 1000. do 1918. godine. Titulu »apostolski kralj Ugarske« (mađ. apostoli magyar király) potvrdio je 1758. godine papa Klement XIII., a nakon toga koristili su ga svi ugarski vladari.

## Uspostava titule
Prije 1000. godine, Ugarska još papa još uvijek nije priznavao Ugarsku kao kraljevinu, a vladar Ugarske nazivan je velikim knezom Mađara. Prvi ugarski kralj Stjepan I. okrunjen je 25. prosinca 1000. (ili 1. siječnja 1001.) krunom koju mu je poslao papa Silvestar II. i uz pristanak rimsko-njemačkoga cara Otona III.. 
Nakon krunidbe kralja Stjepana I. svi ugarski vladari i dinastija Arpadovića koristili su titulu »kralj«. Međutim, nisu svi ugarski vladari bili kraljevi; naprimjer, Stjepan Bočkaj i Franjo II. Rákóczy proglašeni su vladarima kao »visoki knezovi Mađarske«, a postojala su i tri ugarska guvernera koji su se ponekad nazivali »regentima« (Janko Hunjadi, Lajos Kossuth i Miklós Horthy).

### Zakoniti zahtjevi za legitimnom krunidbom
Od 13. stoljeća nadalje, uspostavljen je proces potvrđivanja legitimiteta kralja. Nitko nije mogao postati zakoniti kralj Ugarske ako nije ispunio sljedeće kriterije:
- da ga je okrunio ostrogonski nadbiskup
- da je okrunjen sa svetom ugarskom krunom
- da je okrunjen u Stolnogradskoj bazilici.

To je značilo određenu razinu zaštite integriteta kraljevstva. Naprimjer, krađa svete ugarske krune više nije bila dovoljna da se postane legitimni kralj.
Prvi uvjet (da ga je okrunio ostrogonski nadbiskup) potvrdio je Bela III., kojega je okrunio nadbiskup Bertold, na temelju posebnoga ovlaštenja pape Aleksandra III. Nakon svoje krunidbe izjavio je da ta krunidba neće utjecati na uobičajeno pravo ostrogonskoga nadbiskupa da okruni kralja. Godine 1211. papa Inocent III. odbio je potvrditi sporazum ostrogonskoga nadbiskupa Ivana i nadbiskupa Bertolda o prijenosu prava te je proglasio da samo ostrogonski nadbiskup ima pravo kruniti ugarskoga kralja.
Ostrogonski nadbiskup privremenom je krunom okrunio kralja Karla I. u Ostrogonu u svibnju 1301., što je dovelo do njegove druge krunidbe u lipnju 1309. godine. U to vrijeme sveta ugarska kruna nije bila korištena, a u Budimu ga je okrunio ostrogonski nadbiskup. Treći, posljednji put okrunio ga je ostrogonski nadbiskup 1310. godine u Stolnome Biogradu. Tada se kraljeva krunidba smatrala apsolutno legitimnom.
S druge strane, 1439. godine kraljica udovica Elizabeta Luksemburška naredila je jednoj od svojih sluškinja da ukrade svetu krunu iz palače u Višegradu, a zatim je poticala krunidbu svojega novorođenog sina Ladislava V., koju je u Stolnome Biogradu zakonito izvršio ostrogonski nadbiskup.
Slična situacija dogodila se i s Matijom Korvinom kada je pregovarao o povratku svete krune koja je bila u posjedu rimsko-njemačkoga cara Fridrika III. Nakon što je vraćena Matija je legitimno okrunjen.

## Ostale titule ugarskih kraljeva
Tijekom stoljećā, ugarski kraljevi stekli su ili zatražili krune nekoliko susjednih zemalja te su počeli koristiti kraljevske titule vezane uz te zemlje. U vrijeme posljednjih kraljeva njihova je titula glasila:
 Milošću Božjom apostolski kralj Ugarske, Dalmacije, Hrvatske, Slavonije, Rame, Srbije, Galicije, Lodomerije, Kumanije i Bugarske, veliki knez Transilvanije, grof od Székelyja
Titulu »apostolski kralj« potvrdio je papa Klement XIII. 1758. godine, a nakon toga su ga koristili svi ugarski kraljevi.
Titula »kralj Slavonije« odnosila se na područje između Drave i Save. Tu je titulu prvi upotrijebio Ladislav I., koji je 1091. godine usvojio titulu »kralj Hrvatske«. Koloman je 1105. godine u kraljevsku titulu dodao »kralj Dalmacije«.
Titulu »kralj Rame«, koja se odnosila na pravo na Bosnu, prvi je upotrijebio Bela II. 1136. godine. Emerik je usvojio titulu »kralj Srbije«.
Titula »kralj Galicije« korištena je za označavanje vrhovništva nad Galičem, dok se titula »kralj Lodomerije« odnosila na Volinj; obje je titule usvojio Andrija II. 1205. godine.
Godine 1233. Bela IV. počeo je koristiti titulu »kralj Kumanije« koja je izražavala vlast nad područjima koja su u to vrijeme naseljavali Kumani (tj. Vlašku i Moldaviju). Titulu »kralj Bugarske« u kraljevski stil dodao je Stjepan V.
Transilvanija je izvorno bila dio Kraljevine Ugarske kojom je upravljao vojvoda, ali je nakon 1526. godine postala polunezavisna kneževina u vazalstvu s  Osmanskim Carstvom, a kasnije Habsburškom Monarhijom. Godine 1696., nakon svrgavanja kneza Mihaela II. Apafija s prijestolja, Leopold I. uzeo je titulu »knez Transilvanije«. Godine 1765. Marija Terezija uzdigla je Transilvaniju u status velike kneževine.
»Grof od Székelyja« izvorno je bio dostojanstvenik Kraljevine Ugarske, ali su tu titulu kasnije koristili knezovi Transilvanije. Titula je ponovno oživljena za vrijeme vladavine Marije Terezije koja ju je usvojila na zahtjev Székelyjevih.